# Guandu (köpinghuvudort)
Guandu (kinesiska: 官渡, 官渡镇) är en köpinghuvudort i Kina. Den ligger i provinsen Guizhou, i den sydvästra delen av landet, omkring 220 kilometer norr om provinshuvudstaden Guiyang. Guandu ligger 660 meter över havet och antalet invånare är 19 649. Befolkningen består av 9 631 kvinnor och 10 018 män. Barn under 15 år utgör 25,0 %, vuxna 15-64 år 59 %, och äldre över 65 år 14,0 %.